# Mark 10 (核爆弾)
Mark 10はアメリカ合衆国が開発していた核爆弾。Mark 8を基にした軽量核爆弾であったが、実用化はなされなかった。
Mark 8と同じく、核物質に高濃縮ウランを用いたガンバレル型の核分裂兵器であり、Mark 8より軽量化することが求められた。また、多目的核爆弾として、信管は空中爆発用のみのものが計画された。そのため、"エアバースト・エルシー"（Airburst Elsie 空中爆発エルシー）の愛称を得ていた。エルシーはLC（Light Casing bomb 軽量爆弾）であることに由来している。大きさは、直径12インチであり、重量は1,500から1,750ポンド、核出力は12から15ktを予定していた。
1952年5月にMark 10の開発は中止されている。軽量核爆弾としてはMark 12の開発が進められた。Mark 12はインプロージョン方式であり、Mark 10よりもさらに軽量で、必要な核物質量も少なくて済むものであった。